# Tấn Tĩnh công
Tấn Tĩnh công (chữ Hán: 晋静公, cai trị: 377 TCN – 376 TCN), tên thật là Cơ Câu Tửu (姬俱酒), là vị vua thứ 40 và là vua cuối cùng của nước Tấn - chư hầu nhà Chu trong lịch sử Trung Quốc.
Tấn Tĩnh công là con của Tấn Hoàn công – vua thứ 39 nước Tấn. Sau khi Hoàn công mất, Cơ Câu Tửu lên nối ngôi, tức là Tấn Tĩnh công.
Vua Tấn khi đó rất suy yếu. Ba nước Hàn, Triệu, Ngụy vốn là thượng khanh nước Tấn đã được vua Chu thiên tử thừa nhận làm chư hầu và tiếp tục lấn đất đai của vua Tấn.
Theo Sử ký, Tấn thế gia, năm thứ hai đời Tĩnh công, tức là năm 376 TCN, vua 3 nước mới là Hàn Ai hầu, Triệu Kính hầu và Ngụy Vũ hầu cùng nhau diệt nước Tấn. Tấn Tĩnh công mất nước, chỉ ở ngôi được 2 năm.
Tuy nhiên Sử ký, thiên Triệu thế gia còn ghi chép về vua Tấn trong những năm tiếp theo sau khi ông đã mất ngôi:
Năm 359 TCN, Hàn cùng Triệu và Ngụy chia đất Tấn, đưa ông ra đất Đoan Thị.
Năm 349 TCN, Triệu Túc hầu lên ngôi đã chiếm nốt đất Đoan Thị ăn lộc của vua Tấn, đày Tấn Tĩnh công ra đất Đồn Lưu.
Không rõ kết cục của Tấn Tĩnh công ra sao.
Nước Tấn tính từ Đường Thúc Ngu tới Tấn Tĩnh công có tất cả 40 đời vua thuộc 28 thế hệ.